# Oleg Belozërov
Oleg Valentinovič Belozërov (in russo Олег Валентинович Белозёров?; Ventspils, 26 settembre 1969) è un politico e manager russo, originario della Lettonia, dall'agosto 2015 presidente dell'ente statale ferroviario russo Rossijskie železnye dorogi dopo essere stato Ministro dei Trasporti russo dal 2009 al 2015.
Ha il grado civile di Consigliere di Stato effettivo della Federazione Russa di 1ª classe.

## Biografia
Oleg Belozërov è nato nel settembre 1969 a Ventspils, SSR lettone. Suo padre, Valentin Borisovič Belozërov, lavorava come radiologo, sua madre, Leonila Kirillovna Belozërova una neurologa. Ha studiato alla Scuola di Ventspils numero 2. Durante gli anni della scuola era appassionato di atletica leggera, preferendo la corsa sprint e il salto in lungo. Dopo essersi diplomato nel 1986, è entrato all'università di Leningrado. 
Com studente, ha effettuato regolarmente il viaggio di 4 ore in treno tra Ventspils e Riga (180 chilometri), viaggiando sul treno espresso notturno tra San Pietroburgo e Riga. Da giovane appassionato di viaggi, ha camminato nei castelli medievali lettoni. Ha prestato servizio nell'esercito nella regione di Murmansk, al confine con la Norvegia. 
Nel 1992, si è laureato presso l'Università Statale di San Pietroburgo in economia, industria della pianificazione. Dal quarto anno, ha iniziato a lavorare nel centro scientifico-tecnico giovanile, la fucina dei futuri imprenditori.
Dal 1998 al 2000 ha lavorato a San Pietroburgo e successivamente ha ricoperto gli incarichi di Vice Direttore Commerciale, Direttore Commerciale, Capo del Dipartimento di Logistica e Trasporti. Iniziando a guadagnare decentemente, i suoi genitori comprarono un appartamento sull'isola Vasil'evskij. Nel 2000 ha lavorato come vicedirettore dell'impresa di trasporto a motore merci, numero 21.
Nel 2000-2001, è diventato il capo del dipartimento finanziario ed economico del rappresentante plenipotenziario del presidente russo dell'unità nel Distretto Federale Nord-Ovest. Dal 2001 al 2002 è stato vicedirettore della gestione del patrimonio aziendale LOMO. Nel 2002-2004 è stato direttore generale della compagnia petrolifera russa. Da luglio a novembre 2004 è stato promosso vice capo dell'Agenzia federale per le strade.
Dal 17 marzo 2009 all'11 maggio 2015 è stato Vice Ministro dei Trasporti della Federazione Russa. In questa veste, ha supervisionato progetti di importanza nazionale, in particolare il vertice APEC a Vladivostok, l'Universiade a Kazan'. Dal luglio 2014 è diventato membro del Consiglio di amministrazione delle ferrovie russe. 
Dall'11 maggio al 20 agosto 2015 è stato Primo Vice Ministro dei Trasporti della Federazione Russa.